# ذي سويد (ذي السفال)

تعديل مصدري - تعديل

ذي سويد محلة تابعة لقرية العسكر، التابعة لعزلة السيف بمديرية ذي السفال إحدى مديريات محافظة إب في الجمهورية اليمنية، بلغ تعداد سكانها 93 حسب تعداد اليمن لعام 2004.